# Gmina Brzostek
Die Gmina Brzostek ist eine Stadt-und-Land-Gemeinde im Powiat Dębicki der Woiwodschaft Karpatenvorland in Polen. Ihr Sitz ist die gleichnamige Stadt mit etwa 2700 Einwohnern.

## Geographie
Die Gemeinde liegt zwischen dem Ciężkowice-Gebirge im Westen und des Strzyżów-Gebirge im Osten. Zu den Gewässern gehört die Wisłoka.

## Geschichte
Die Gemeinde besteht seit 1973 in ihrem heutigen Umfang. Von 1975 bis 1998 gehörte sie zur Woiwodschaft Tarnów. Brzostek erhielt im Januar 2009 das Stadtrecht zurück, damit bekam die Gemeinde ihren heutigen Status.

## Gliederung
Zur Stadt-und-Land-Gemeinde (gmina miejsko-wiejska) Brzostek gehören mit der namensgebenden Stadt 19 Ortschaften:
Bączałka
Brzostek
Bukowa
Głobikówka
Gorzejowa
Grudna Dolna
Grudna Górna
Januszkowice
Kamienica Dolna
Kamienica Górna
Klecie
Nawsie Brzosteckie
Opacionka
Przeczyca
Siedliska-Bogusz
Skurowa
Smarżowa
Wola Brzostecka
Zawadka Brzostecka